# ويليام كابلان
ويليام كابلان هو محامي كندي، ولد في 24 مايو 1957.